# Nowy Dwór (województwo świętokrzyskie)
Nowy Dwór – wieś w Polsce położona w województwie świętokrzyskim, w powiecie włoszczowskim, w gminie Krasocin.
| SIMC    | Nazwa      | Rodzaj                  |
| ------- | ---------- | ----------------------- |
| 0245990 | Antoniów   | część wsi               |
| 0246008 | Wielkopole | przysiółek (do 2023 r.) |

W latach 1975–1998 miejscowość położona była w województwie kieleckim.